# Юбер, Франсуа
Франсуа́ Юбе́р (фр. François Huber; 2 июля 1750 года, Женева — 22 декабря 1831 года, Лозанна) — швейцарский натуралист. Членкор АН Франции (1813).

## Биография
Родился в образованной и известной семье. Его отец Жан Юбер был известным в своё время художником, политиком и офицером, автором многочисленных портретов Вольтера и его другом, двоюродная бабушка — крупным богословским писателем. В возрасте 15 лет Юбер тяжело заболел и почти полностью ослеп, но с помощью своей жены и слуги смог заниматься научными исследованиями.
Основной областью его научных интересов было пчеловодство и всестороннее изучение медоносных пчёл. Юбер первым предложил устройство разборного улья; автор сочинения «Nouvelles observations sur les abeilles» (1792, в 1806 году было переведено на английский язык). В 1814 году появился второй том этой работы. Другие известные сочинения: «Mém. sur l’influence de l’air, etc., dans la germination» (Женева, 1800), «Mém. sur l’origine de la cire», «Lettre a M. Pictet sur certains dangers que courent les abeilles», «Nouvelles Observ. rel. au sphinx Atropos». В его честь назван род бразильских деревьев — Huberia burma.
Протестантский богослов Мари Юбер приходилась ему двоюродной бабушкой.